# Mak Lind
Mak Adam Lind, fino al 2019 noto come Mohammed Ali Khan, (Beirut, 1º novembre 1988), è un allenatore di calcio ed ex calciatore svedese naturalizzato libanese di ruolo difensore, tecnico dell'Häcken femminile.

## Biografia
È arrivato in Svezia nel 1991 insieme alla sua famiglia, stabilitasi presso Frölunda nella periferia di Göteborg.
In età adulta, quando ha chiesto un nuovo passaporto per giocare nella nazionale libanese, ha scoperto solo in quel momento che egli in realtà non era nato a Gelsenkirchen il 21 gennaio 1986, bensì a Beirut il 1º novembre 1988. A causa di ciò, ha di fatto frequentato i programmi scolastici e calcistici in anticipo di quasi tre anni rispetto alla sua età reale.
Nel 2019, nel tentativo di prendere le distanze dal fatto di portare lo stesso cognome del noto clan malavitoso Ali Khan il cui capo sarebbe proprio suo zio e da ciò che ne consegue, ha deciso di cambiare il proprio nome in Mak (acronimo di Mohammed Ali Khan) Lind.

## Carriera

### Club

#### Giocatore
È entrato nel settore giovanile del Västra Frölunda, un club minore della città di Göteborg, e nel 2004 ha giocato le primissime partite in Superettan con la prima squadra. L'anno seguente ha disputato una buona stagione, ma non è riuscito ad evitare la retrocessione in Division 1. È rimasto in biancoverde fino al 2008, mostrando nel frattempo alcune doti offensive che lo hanno portato a segnare complessivamente 9 gol tra i campionati 2007 e 2008.
A partire dalla stagione 2009 è diventato un giocatore dell'Häcken, ma i primi anni in giallonero si sono rivelati piuttosto travagliati: il primo anno lo ha perso quasi interamente (solo 2 presenze all'attivo) a causa di un'operazione al ginocchio, ma un grave problema all'inguine lo ha condizionato anche in parte dell'annata successiva. All'inizio del campionato 2011 sembrava destinato a lasciare il club complice il poco spazio a disposizione, ma successivamente si è ritagliato un posto fisso in squadra, tanto da firmare un nuovo contratto di tre anni. Nel 2012 è stato designato designato come nuovo capitano in una stagione chiusa al secondo posto in classifica, miglior piazzamento della storia del club.
Nel 2014 è stato acquistato dai cinesi del Tianjin Teda, ma dopo un solo anno è ritornato in Svezia complici alcuni problemi di adattamento in Asia. A firmarlo con un triennale è stato l'Halmstad. Il 18 ottobre 2015, alla terzultima giornata, una sua clamorosa autorete al 94' minuto contro l'AIK ha condannato l'Halmstad alla retrocessione matematica. Per questo fatto, in serata avrebbe ricevuto minacce di morte da tifosi che lo accusavano di aver calciato volontariamente il pallone nella propria porta. Nonostante ciò, ha iniziato con l'Halmstad anche la stagione successiva, ma a metà campionato le parti si sono separate di comune accordo.

#### Allenatore
Il 2 marzo 2016, nonostante fosse ancora sotto contratto come giocatore dell'Halmstad, Ali Khan è stato presentato come nuovo allenatore del Västra Frölunda, il club in cui era cresciuto, sprofondato nel frattempo in quinta serie. Ali Khan stava già ricoprendo anche la carica di presidente dello stesso club. Pochi giorni più tardi, l'accordo tra Ali Khan e il Västra Frölunda è stato bloccato dall'Halmstad che, essendo proprietario del cartellino, ha ritenuto non opportuno il doppio impiego del proprio giocatore.
Libero da vincoli contrattuali, nel 2017 Ali Khan ha iniziato a soli 29 anni il suo primo vero impiego da allenatore, sedendo sulla panchina dell'Husqvarna nella terza serie nazionale. Oltre al ruolo di allenatore, ad ottobre ha ereditato anche la carica di direttore sportivo.
Nel 2018 ha assunto la guida tecnica del Norrby, con cui ha firmato un contratto di tre anni. Alla prima stagione con il Norrby, è riuscito a centrare l'obiettivo salvezza al termine del campionato di Superettan 2018. Confermato, ha raggiunto poi l'obiettivo anche nelle tre annate a seguire, piazzandosi al nono posto nell'edizione 2019, all'undicesimo posto dell'edizione 2020 e al quarto posto nell'edizione 2021, rimanendo in quest'ultimo caso in lotta per gli spareggi promozione fino all'ultima giornata. Al termine della Superettan 2022, invece, la squadra è retrocessa in terza serie.
A partire dalla stagione 2023 è allenatore e direttore sportivo dell'FC Trollhättan, formazione militante nella terza serie nazionale.
Dopo il passaggio del tecnico Robert Vilahamn al Tottenham durante la pausa estiva, dal 1º luglio 2023 Lind è stato nominato allenatore della squadra femminile dell'Häcken, in Damallsvenskan, la massima divisione femminile svedese, fino alla stagione 2026, riuscendo a portare il club a sfiorare il secondo titolo nazionale (il 5º contando anche quelli del Kopparbergs/Göteborg).

### Nazionale
Ali Khan ha fatto parte della Nazionale libanese nel 2013. Il debutto è arrivato a Beirut il 6 settembre dello stesso anno, nella vittoria per 2-0 sulla Siria.